# William Wheeler

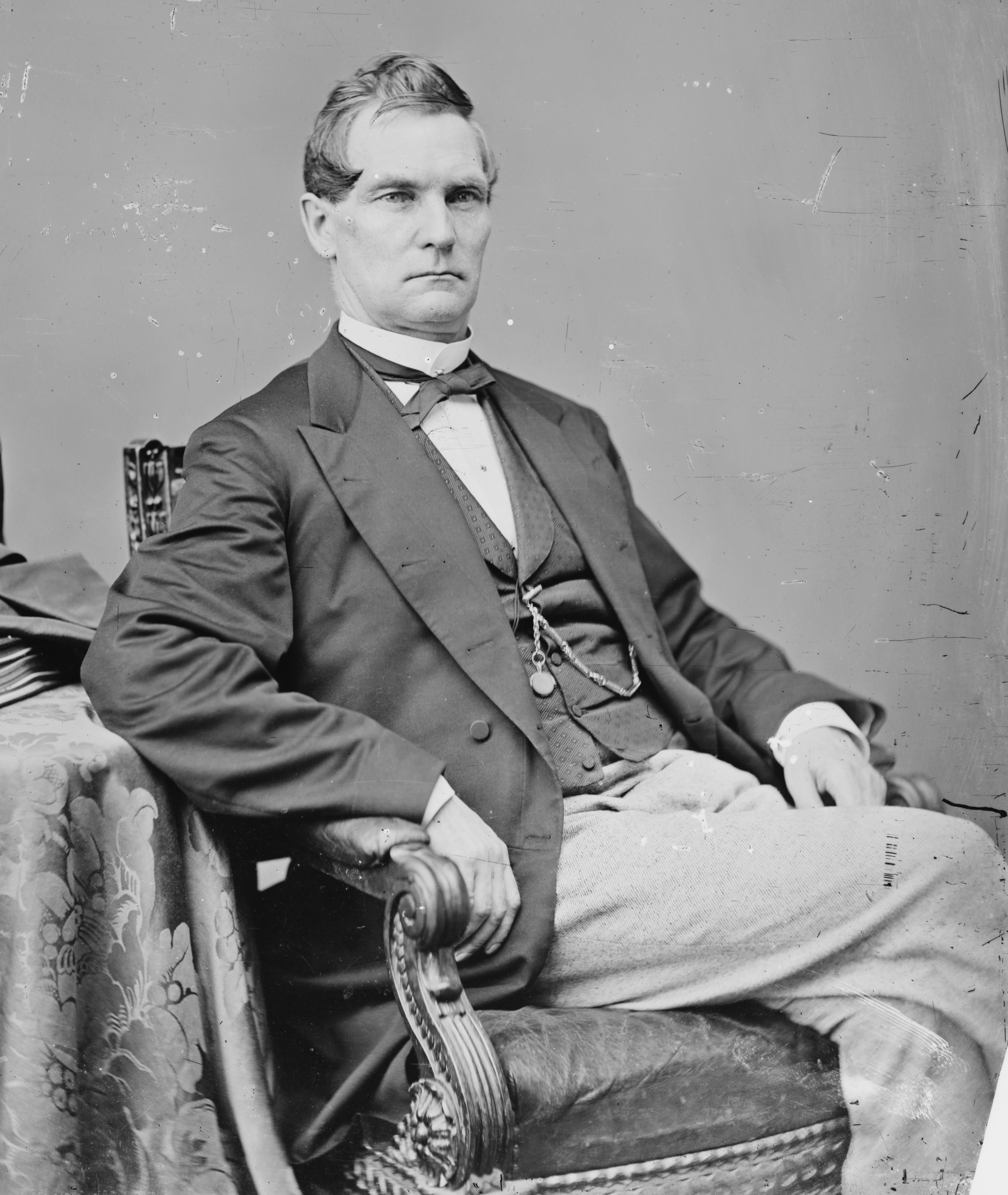
William A. Wheeler

William Almon Wheeler (Malone (New York), 30 juni 1819 - aldaar, 4 juni 1887) was een Amerikaans politicus en vicepresident.
Wheeler was afkomstig uit de staat New York waar hij een loopbaan opbouwde als advocaat en bankier. Politiek behoorde hij tot de Republikeinse Partij. Hij was lid van het Huis van Afgevaardigden van 1861-1863 en van 1866-1877. Hij stond bekend als onkreukbaar in een tijd dat de corruptie welig tierde. Toch was hij buiten zijn thuisstaat vrijwel onbekend toen zijn partij hem aanduidde als running mate van presidentskandidaat Rutherford B. Hayes in 1876. Als vicepresident 1877-1881 was hij politiek machteloos, hoewel hij persoonlijk goed kon opschieten met Hayes.
Adams ·
Jefferson ·
Burr ·
Clinton ·
Gerry ·
Tompkins ·
Calhoun ·
Van Buren ·
R.M. Johnson ·
Tyler ·
Dallas ·
Fillmore ·
King ·
Breckinridge ·
Hamlin ·
A. Johnson ·
Colfax ·
Wilson ·
Wheeler ·
Arthur ·
Hendricks ·
Morton ·
Stevenson ·
Hobart ·
Roosevelt ·
Fairbanks ·
Sherman ·
Marshall ·
Coolidge ·
Dawes ·
Curtis ·
Garner ·
Wallace ·
Truman ·
Barkley ·
Nixon ·
L.B. Johnson ·
Humphrey ·
Agnew ·
Ford ·
Rockefeller ·
Mondale ·
Bush ·
Quayle ·
Gore ·
Cheney ·
Biden ·
Pence ·
Harris ·
Vance
- Biblioteca Nacional de España: XX4608737
- Gemeinsame Normdatei: 105236781X
- International Standard Name Identifier: 0000 0000 4395 354X
- Library of Congress Control Number: no91020488
- National Archives and Records Administration: 123865125
- Nationale Bibliotheek van Israël: 987007332183005171
- SNAC: w6vj6d27
- Trove: 1011166
- Biographical Directory of the United States Congress: W000341
- Virtual International Authority File: 46324469
- WorldCat: E39PBJfmkGxvxpFw3pf8RXfyVC